# Aeroportul Waimea-Kohala
Aeroportul Waimea-Kohala (IATA: MUE, ICAO: PHMU, FAA LID: MUE) este un aeroport din Hawaii, Statele Unite ale Americii ce deservește zona Waimea⁠(d). Aeroportul a fost tranzitat în 2021 de 8.426 de pasageri. A fost numit după zona deservită.
Situat la o altitudine de 814 m, aeroportul dispune de 1 pistă.

## Infrastructură

### Piste
Aeroportul dispune de o singură pistă. Pista 04/22 are suprafața de asfalt și dimensiunile 5.197 picioare × 100 picioare. 